# Giuseppe Pancaro
Giuseppe Pancaro (Cosenza, 26 de agosto de 1971) es un exjugador y entrenador de fútbol italiano. Jugaba en la posición de defensa.
Pancaro inició su carrera en el Cagliari Calcio en 1992. Luego que el Cagliari fuese relegado en 1997, fue transferido al S.S. Lazio. En el verano de 2003, Pancaro fue transferido al A.C. Milan en un cambio por Demetrio Albertini. En 2004 firmó un contrato de extensión por un año para el club. En 2005, Pancaro se mudó al ACF Fiorentina y luego en una transferencia libre se pasó al Torino F.C. en la siguiente temporada, retirándose al final de la temporada 2006-07.
Pancaro jugó 19 partidos para la selección de su país desde 1999.

## Clubes

### Como jugador
| Club                       | País   | Año       |
| -------------------------- | ------ | --------- |
| Acri Calcio                | Italia | 1988-1989 |
| Torino                     | Italia | 1989-1991 |
| Avezzano Calcio (préstamo) | Italia | 1991-1992 |
| Cagliari                   | Italia | 1992-1997 |
| SS Lazio                   | Italia | 1997-2003 |
| AC Milan                   | Italia | 2003-2005 |
| Fiorentina                 | Italia | 2005-2006 |
| Torino                     | Italia | 2006-2007 |

### Como entrenador
| Club        | País   | Año       |
| ----------- | ------ | --------- |
| Juve Stabia | Italia | 2014-2015 |
| Catania     | Italia | 2015-2016 |
| Catanzaro   | Italia | 2018      |
| Pistoiese   | Italia | 2019-2020 |
| Monopoli    | Italia | 2022-2023 |

## Palmarés

### Torneos nacionales
| Título      | Club        | País   | Año  |
| ----------- | ----------- | ------ | ---- |
| Copa Italia | SS Lazio    | Italia | 1998 |
| Serie A     | SS Lazio    | Italia | 2000 |
| Copa Italia | SS Lazio    | Italia | 2000 |
| Serie A     | A. C. Milan | Italia | 2004 |

### Torneo internacional
| Título              | Club     | Sede   | Año  |
| ------------------- | -------- | ------ | ---- |
| Supercopa de Europa | SS Lazio | Mónaco | 1999 |